# Oreophryne loriae
Oreophryne loriae är en groddjursart som först beskrevs av George Albert Boulenger 1898.  Oreophryne loriae ingår i släktet Oreophryne och familjen Microhylidae. IUCN kategoriserar arten globalt som otillräckligt studerad. Inga underarter finns listade i Catalogue of Life.